# Miquel Bosch i Jover
Miquel Bosch i Jover (Calders, 18 de juliol de 1900 - 17 de novembre de 1960) fou un pedagog i escriptor de la comarca del Moianès.
Va néixer a Calders el 18 de juliol de 1900, d'on el seu pare era metge. A sis anys va arribar a Artés juntament amb la seva mare, vídua, i la seva germana. Miquel Bosch i Jover sovint anava a Calders per visitar el seu mestre. Ja de molt jove, en Miquel Bosch, despuntà pel seu talent privilegiat i especialment per les seves infatigables inquietuds literàries. Dirigí la Revista Jorba des de l'any 1934, quan morí el seu antecessor Anton Busquets i Punset, fins al 1936, a part de col·laborar amb altra premsa manresana. La seva vocació de mestre el portà a exercir la carrera, primer a Torà de Tost i més tard a Hostalets de Balenyà, on treballà intensivament durant 25 anys, fins a la seva mort a Hostalets de Balenyà el dia 17 de novembre de 1960.
En reconeixement de la seva tasca docent a Artés i com agraïment dels molts alumnes que va ensenyar i educar, aquest municipi anomenà el seu institut IES Miquel Bosch i Jover.